# ترابين
التَّرَابِيْن قبيلة عربية بدوية، ينتشر أفرادها في النقب وشبه جزيرة سيناء، ويتوزعون على ثلاثة بلدن: فلسطين، الأردن، ومصر. وعُرفت منطقة النقب باسمهم حيثُ قال الحموي: «النقب المعروف بتربان»، فأشتهرت منطقة النقب في العصر العباسي وما قبله بتربان.
وأول ذكر لنسبهم جاء عند الجزيري (المتوفي سنه 1570م) قائلاً: «وأما بنو عطية فهم طوائف كثيرة ... ومنهم الترابين - بألف ولام للتعريف وتاء مفتوحة مثناة وراء مهملة كذلك بعدها باء موحدة مكسورة وياء تحتية ساكنة ونون أخر الحروف -: يختصون بثمد الحصى، والفيحاء، ووادي العراقيب وآبار العلائي، نزولاً وطرقاً وليس لهم مقرر أصالة إلا الربع من خفارة عقبة أيلة».

## النسب
ينتسب الترابين إلى جدهم عطية لكنهم لا يعتبرون قبيلتهم تنحدر أو جزء من قبيلة بني عطية (المعازه) أو الحويطات.

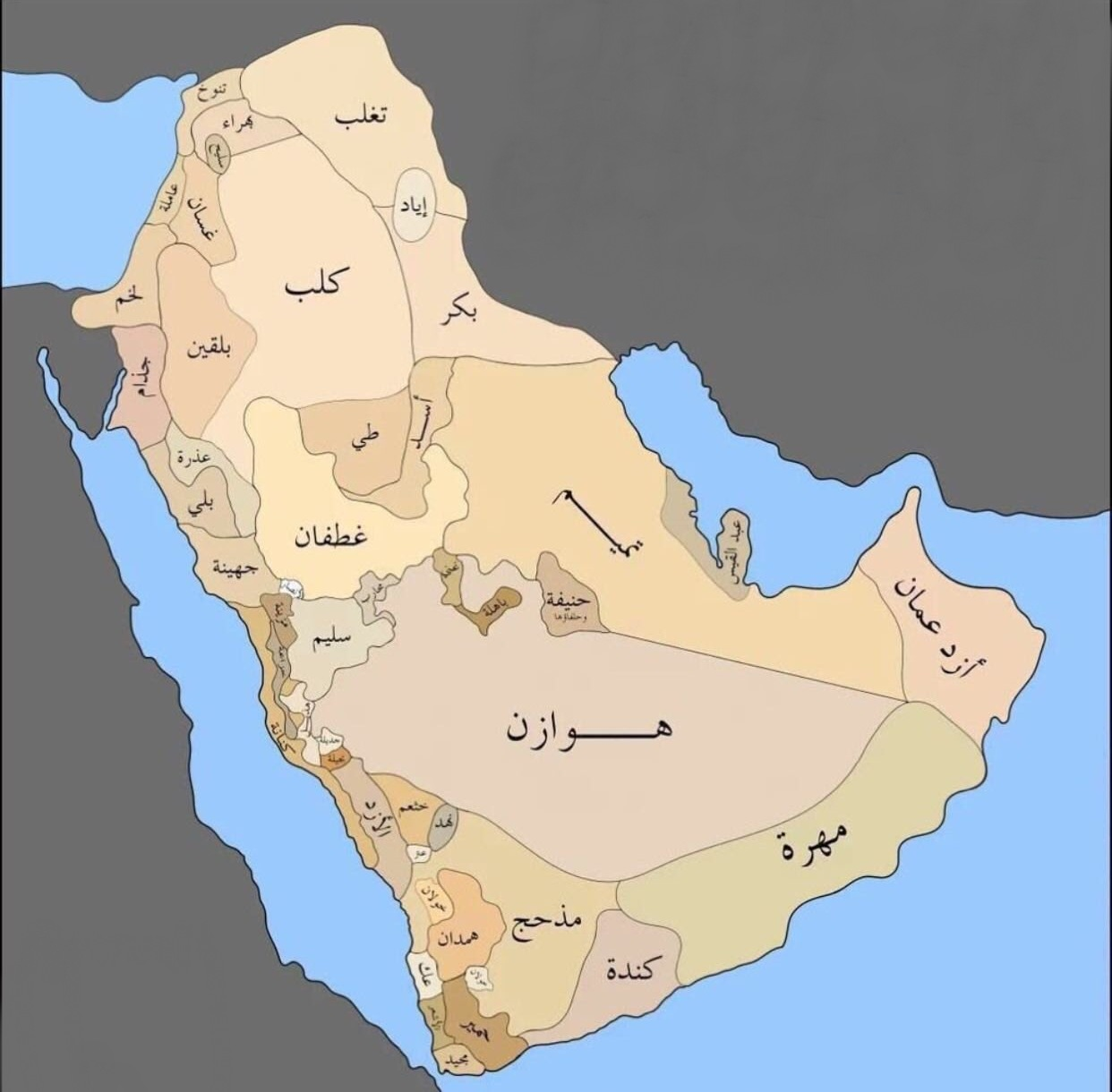
مواطن قبيلة جذام قبل الإسلام وبعده.

اختلف النسّابون والمؤرخون في نسب الترابين على أقوال، وهي كالآتي:
- قول الجزيري (المتوفي سنه 1570م) : الترابين من بني عطية .[3][4]
- قول البركاتي : الترابين من الحويطات قبيلة قحطانية.[5][6]
- قول ماكس فون أوبنهايم (كتاب البدو 1939م): الترابين من حَرام، حيث قسم قبائل سيناء إلى سعد وحرام وهي عباره تشكيلات قبلية ضعيفة التماسك وذكر ان تسمية حلف حرام وحلف سعد ترجع الي اسم قبيلتين من جذام.[7]

### التسمية
سبب تسمية الترابين في بهذا الاسم نسبة لمنطقة تربان المعروفة اليوم بالنقب، والنسبة إليها الترباني، وفي ذلك قال الحموي: «النقب المعروف بتربان وبه ماء يعرف بغرندل، فسار يومه وبعض ليلته ونزل وأصبح فدخل حسمى، وحسمى فيما حكاه ابن السكيت بين آيلة وتيه بني إسرائيل»، وفيها قال الشاعر العربي الشهير المتنبي وهو في رحلته لمصر: «وَنَحنُ بِتُربانَ ها. وَهَبَّت بِحِسمى هُبوبَ الدَبورِ».

### اللقب
تشتهر قبيلة الترابين بلقب «أبناء عطية»، وفي ذلك قال أحمد أبو بكرة الترباني: «ويُعرفون بين كل القبائل بـ " أبناء عطية "  وهم من جذام  وجدهم عطية بن نجم بن عطية» (كناشة الترباني 2013م) .

### بطون الترابين
قبيلة الترابين تنقسم إلى خمسة بطون، وهم (النبعات، القصار، النجمات، الغوالية، الحسابلة) والحسابلة هم بالأصل نبعات إلا انهم استقلوا بمشيخة، وكذلك الغوالية فهم أبناء نجم واستقلوا بمشيخة مستقلة.

## مواطنهم

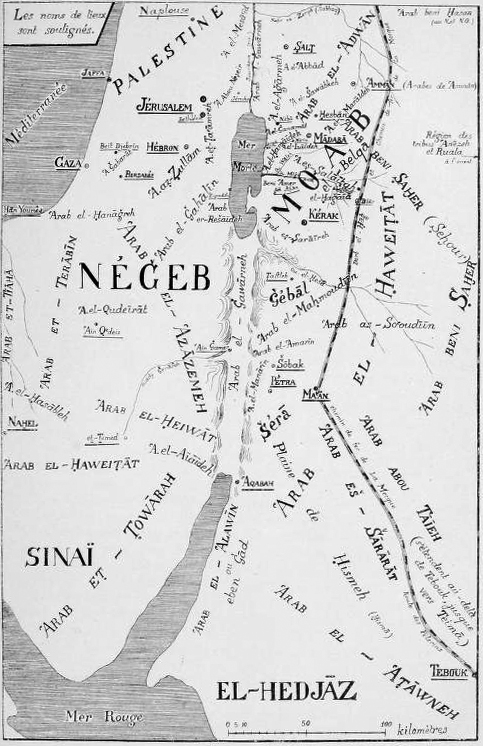
خريطة توضح توزع القبائل البدوية في حدود عام 1908

تقع منازلهم جنوب الخليل، وجلهم في صحراء النقب غربي قضاء بئر السبع، وداخل سيناء، وشمال وشرق مصر، وجنوب الأردن. تنسب الترابين إلى عطية وسموا بالترابين نسية إلى اسم تربان في النقب وهو موقع شهير ذكره الحموي والمتنبي في شعره، وذهب الباحث أحمد أبوبكرة الترباني في كتابة (كناشة الترباني) على أن الترابين موطنهم الأصلي وادي تربان في العقبة ونقل أقوال أهل التاريخ على ذلك.
تعتبر الترابين أكبر قبيلة في شبه جزيرة سيناء وصحراء النقب بالنظر إلي عدد أبنائها وحجم انتشارها، وتعد من كبراء القبائل البدوية في مصر ويبلغ تعداد البدو في مصر 2.6 مليون نسمة. وينتشر أبناء القبيلة في أنحاء متفرقة في كل من فلسطين والأردن ومصر.
كل قبائل سيناء مرتبطة بسائر القبائل بحلف أو قلد، أمَّا «الحلف» هو معاهدة دفاعية هجومية، وأمَّا «القلد» فهو معاهدة سلمية لمنع الحرب أو الغزو وحفظ السلام بين القبائل، وبين الترابين والحويطات واللحيوات والطورة حلف قديم، وبين كل من هذه القبائل والتياها قلد، وبين التياها والترابين حلف جديد، ثم إن بين السواركة والعيايدة من جهة وبين الترابين من جهة ثانية قلد، وبين السواركة وكل من التياها واللحيوات قلد. وهذه العهود ترجع إلى تقسيم قديم العهد بين البدو كافة، فهم بوجه الإجمال شطران: شطر «سعد» وشطر «حرام» ، والترابين هم في شطر حَرام كما يأكد أوبنهايم،

## أقوال المؤرخون
قال أوبنهايم: «الترابين هم أقوى مجمع قبلي في منطقة الحدود المصرية الفلسطينية. يعيش الجزء الرئيسي منهم في الزاوية الجنوبية الغربية من فلسطين لكنهم يمتدون إلى وراء الحدود، إذ يعيش جزء صغير في شبه جزيرة سيناء شرقي السويس، وتعيش مجموعات صغيرة أخرى على خليج العقبة وأخيراً تخلى عدد كبير من الترابين عن حياة البداوة واستقروا في مصر.
يتألف الترابين الفلسطينيون، الذين سيقتصر حديثنا عليهم وحدهم في هذا المقال، من اتحاد لعدة قبائل. ومن بين هؤلاء ثلاث فصائل فقط ترابين أصليون وهم: الغوالية، والنجيمات، والنبعات. أما حكاياتهم عن نسبهم فهي غير موحدة. في مصدر من القرن السادس عشر، درر الفرائد، يوصفون بأنهم بنو عطية. وإذا ما كانت هذه المعلومة صحيحة، يجب البحث عن أقدم مقر للترابين جنوب غرب العقبة حيث يوجد ضريح الشيخ عطية الذي يزوره الترابين الموجودون هناك في كل ربيع ويذبحون له الذبائح.»، وقال أيضًا: «وفي آخر العهد الملوكي ظهر في شبه جزيرة سيناء مجمع بني عطية لكنه اختفى بسرعة ومن هذا المجمع خرج الترابين».
- قال بركهارت (1830م): « الحويطات يرجعون أصولهم إلى بني عطية، كما ينحدر الأحيوات، والترابين، والمعازة (وهم يعيشون في الصحراء ما بين السويس والقصير) والتياها من بني عطيّة أيضاًَ»·[14] وقال في موضع آخر:«ومن عرب الخليل: التياها، التي تعد الحكوك إحدى قبائلها الرئيسية. كذلك الترابين، الذين يحرسون مواكب الحجيج من غزة والخليل والسويس».[15]
- قال أنتونين جوسن (1908): «الترابين هي القبيلة الأكثر قوة في النقب، وعلى أية حال فهم في حركة دائبة ولها نفوذ كبير. وكان الشيخ الصوفي حاكماً متسلطاً حقيقيًا قبل الحكومة، وهو وحده الذي أبدى مقاومة عنيفة، كانت قصيرة على أيه حال للجيوش العثمانية».[16]
- جاء عنها في دليل العرب لدائرة استخبارات وزارة البحرية البريطانية (1916م):«تقول المراجع إن قبيلة بني عطية كانت هي أصل الحويطات، والأحيوات، والترابين، والمعازة، والتياها».[17]
- قال النسابة حمد الجاسر: «الترابين من بني عطية من جذام ... وبنو عطية قبيلة كريمة الأصل، عريقة في النسب، فهي من قبيلة جذام القحطانية المشهورة في التاريخ في العصر الجاهلي وفي صدر الإسلام، والتي كانت تسكن من شمال الحجاز حتى شمال فلسطين وفي سيناء».[18]
- قال المؤرخ الفلسطيني مصطفى مراد الدباغ (1898-1989): «المشهور أن الترابين يعودون بأصلهم إلى قبيلة بني عطية الحجازية التي تقع منازلها في تبوك وأطرافها».[19][20]